# Eva Vecsei
Eva Hollo Vecsei, született Hollo Éva (Bécs, 1930. augusztus 21. –) magyar származású kanadai építész. Pályafutását Budapesten kezdte, 1957-ben emigrált Montrealba, ahol 1984-ben férjével megalapította a Vecsei Architects vállalatot.

## Életpályája
A Budapesti Műszaki Egyetem Építészmérnöki szakán szerzett diplomát 1952-ben. Az egyetem elvégzése után 1953-ig az egyetemen dolgozott adjunktusként. 1954-ben Tatabányán bányászok számára tervezett lakást, 1955–1956 között pedig iskola és lakásépítési projekteken dolgozott.
Eva Vecsei férje, André Vecsei, akivel kivándorolt Kanadába, és  Montrealban telepedett le, majd 1962-ben  kanadai állampolgár lett. 1958-ban az Arcop építészeti cégnél kezdett dolgozni, ahol nyolc Massey-díjas projekt tervezéséért volt felelős. 1964 és 1967 között a Place Bonaventure építésének projekttervezője volt. A Place Bonaventure karrierje egyik legjelentősebb projektje volt.
1971-ben otthagyta az Arcopot, hogy csatlakozzon Dimitri Dimakopouloshoz. 1973-ig dolgozott ott, amikor Montrealban megnyitotta saját praxisát. Első nagy projektje újonnan alapított cégében a La Cité volt, amely akkoriban a legnagyobb vegyes felhasználású, nagy sűrűségű projekt volt Kanadában. Montreal belvárosában áll ez az irodaház, szálloda, három lakótorony blokkal, lakóépületekkel, mely 1973-tól 1977-ig épült. A La Cité volt az első Montrealban épült zöld tetőtéri lakóépület.
1976-ban Yasmeen Lari építész meghívta Vecsei Évát építészeti tanácsadóként a pakisztáni Karachiba, a Karachi Kereskedelmi és Pénzügyi Központba. 
1983-ban a kínai kormány meghívására a RAIC tíz kanadai építészt támogatott Kínában tartott előadásokon. Vecsei Évát a pekingi építészeti iskola kérte fel a La Cité projekt bemutatására.
Vecsei és férje később 1984-ben közösen hozta létre a Vecsei Architectst. A következő 20 évben számos állami projektben vettek részt, mint például: College Marie de France, Általános Iskola, Montreal, Könyvtár és Kulturális Központ, Dollard-des-Ormeaux, Városi Könyvtár, St. Lambert, Manoir Montefiore, Seniors Condominium, Cote St. Luc., Ark és műtárgyak a Beth Zion zsinagógához, Cote St. Luc és számos tervezési tanulmány. Férje és építészpartnere, Andre Vecsei 2006-ban halt meg.
Vecsei Éva építészi pályafutása során számos kitüntetésben részesült. Kanadában a Royal Építészeti Intézetnek már 1988-ban tiszteletbeli tagja volt. Többek között Kanadai Építész Nívódíjat nyert 1983-ban. Ő volt az egyetlen kanadai nő, aki bekerült a Mildred Schmertz által összeállított Kortárs Építészek névjegyzékébe. 